# Walter Glaser (Eishockeyspieler)
Walter Glaser (* 10. Januar 1946 in Landshut) ist ein ehemaliger deutscher Eishockeyspieler, der mit dem EV Landshut 1970 unter Trainer Karel Gut deutscher Meister wurde. Außerdem spielte er zwischen 1976 und 1981 beim TSV Straubing in der 2. Eishockey-Bundesliga.

## Karriere
Nachdem der Stürmer sämtliche Jugendmannschaften des EV Landshut durchlaufen hatte, stieß er zur Saison 1969/70 zur Profimannschaft des Vereins, mit dem er schon im ersten Jahr die Deutsche Meisterschaft gewinnen konnte. Für Landshut spielte Glaser insgesamt zwölf Jahre, ehe er 1975 zum EV Regensburg wechselte. 1981 beendete er seine aktive Karriere nach insgesamt fünf Spieljahren beim TSV Straubing.
Nach seiner Eishockeykarriere wurde er Biologielehrer am Hans-Leinberger-Gymnasium (Landshut). Er besitzt eine große Sammlung historisch wertvoller Filmaufnahmen über die deutsche Eishockeygeschichte in den 1960er und 1970er Jahren. Seine Schüler erfreuten sich regelmäßig zur Weihnachtszeit an den Vorführungen.
Im Anschluss an seine aktive Karriere betätigte er sich als Trainer der Schulmannschaft des Hans-Leinberger-Gymnasiums. Da es sich hierbei um eine reine Hobbymannschaft ohne Unterstützung eines Vereins oder der Schule selbst handelte, finanzierte er selbst die Ausrüstungsgegenstände und konnte so auch weniger betuchten Schülern die Ausübung dieses kostenintensiven Sportes ermöglichen. Die Schulmannschaft erzielte dabei unerwartet große Erfolge in der Landshuter Schulliga. Neben mehrfachen Titeln des Stadtmeisters konnte auch 1993 und 1994 der Landesmeistertitel errungen werden. 1994 konnte ebenfalls beim Turnier Jugend trainiert für Olympia der Titel auf Bundesebene errungen werden.
Zudem war er zwischen 1985 und 1987 Trainer des ESV Gebensbach, einem Landesligisten aus Gebensbach bei Taufkirchen (Vils), der im Eisstadion Dorfen spielt.

## Erfolge
- Deutscher Pokalsieger mit dem EV Landshut 1969
- Deutscher Meister mit dem EV Landshut 1970
- Deutscher Vizemeister mit dem EV Landshut 1974